# Serpula trochoides
Serpula trochoides är en ringmaskart som först beskrevs av Henry Joseph Pierre Nyst, och fick sitt nu gällande namn av in Mörch 1863. Serpula trochoides ingår i släktet Serpula och familjen Serpulidae. Inga underarter finns listade i Catalogue of Life.